# Анастасія Келесіду
Анастасія Келесіду (грец. Αναστασία Κελεσίδου; нар. 28 листопада 1972, Гамбург, Німеччина) — грецька легкоатлетка, що спеціалізується на метанні диска, дворазова срібна призерка Олімпійських ігор (2000 та 2004 роки), призерка чемпіонатів світу та Європи.

## Кар'єра
| Рік                | Змагання           | Місто                | Місце              | Примітки           |                    |
| Представник Греція | Представник Греція | Представник Греція   | Представник Греція | Представник Греція | Представник Греція |
| ------------------ | ------------------ | -------------------- | ------------------ | ------------------ | ------------------ |
| 1994               | Чемпіонат Європи   | Гельсінкі, Фінляндія | 22 (кв.)           | 54.08 м            |                    |
| 1995               | Чемпіонат світу    | Гетеборг, Швеція     | 11                 | 58.96 м            |                    |
| 1996               | Олімпійські ігри   | Атланта, США         | 18 (кв.)           | 59.60 м            |                    |
| 1997               | Чемпіонат світу    | Афіни, Греція        | 15 (кв.)           | 59.22 м            |                    |
| 1998               | Чемпіонат Європи   | Будапешт, Угорщина   | 7                  | 62.95 м            |                    |
| 1999               | Чемпіонат світу    | Севілья, Іспанія     | 2                  | 66.05 м            |                    |
| 2000               | Олімпійські ігри   | Сідней, Австралія    | 2                  | 65.71 м            |                    |
| 2001               | Чемпіонат світу    | Едмонтон, Канада     | 3                  | 65.50 м            |                    |
| 2002               | Чемпіонат Європи   | Мюнхен, Німеччина    | 3                  | 63.92 м            |                    |
| 2003               | Чемпіонат світу    | Париж, Франція       | 2                  | 67.14 м            |                    |
| 2004               | Олімпійські ігри   | Афіни, Греція        | 2                  | 66.68 м            |                    |